# Exército Nacional de Cuba
O Exército Nacional de Cuba (em castelhano: Ejército Nacional de Cuba), de 1935 conhecido como Exército Constitucional de Cuba (em castelhano: Ejército Constitucional de Cuba), foi o exército da República de Cuba de 1902 a 1959.

## História
O Exército Nacional de Cuba foi o exército da República de Cuba até 1959. Foi dissolvido em 1959 após a vitória do Exército Rebelde, as forças armadas do Movimento 26 de Julho lideradas por Fidel Castro. Após a vitória da Revolução Cubana em 1959, esse exército foi substituído pelas atuais Forças Armadas Revolucionárias de Cuba.
O Exército Nacional representou o principal meio de repressão durante a ditadura militar do general Fulgencio Batista, que governou Cuba de 1952 a 1959, até que seu regime foi derrubado pelas forças revolucionárias de Fidel Castro. Em 1958, o exército era composto por 40.849 oficiais e soldados e a marinha era composta por 6.963 militares.

## Armamento
Fonte: 

### Veículos blindados
Fonte: 
- 8 Marmon Herrington CTMS-1TBI
- 24 M3A1 Stuarts
- 7 M4A3 (76) W HVSS General Sherman
- 15 Cometa (A34)

### Aeronave
- 29º Republic Thunderbolt F-47D
- 7 Piper PA-20 Pacer
- 5 Piper PA-18-135 Super Cub
- 8 Lockheed T-33 Shooting Star Terreno/arrendamento
- 16 Douglas B-26B & C Invader Terreno/Arrendamento
- 4 Piper PA-22-150 Tri Pacer
- 3 Piper Pa-22-160 Tri Pacer
- 1 Piper PA-23-160 Apache
- 1 Aero Commander 560
- 2 Sino 47G-2
- 1 Douglas TB-26 Terreno/arrendamento
- 6 De Havilland Beavers DHC-2
- 4 Curtiss Commandos C-46
- 15 Hawker Sea Fury FB.11

### Navios de guerra
Fonte: 
- 3 - Fragatas da classe Tacoma (1947-1973)
- 2 - Embarcação de patrulha classe PCE-842 (1947-1976)
- 1 - Caçador de submarinos classe PC-461 (1956-1961)
- 9 - Caçadores de submarinos classe SC-1 (1918-1976)
- 1 - Caçador de submarinos classe Leôncio Prado (1946-1976)
- 2 - Canhoneiras da classe Diez de Octubre (1911-1946)
- 1 - Canhoneira classe Patria (1911-1955)
- 1 - Canhoneira classe Cuba (1911-1971)
- 1 - Canhoneira classe Baire (1906-1942)
- 1 - Canhoneira classe Santa Clara (1911-1946)
- 2 - Cortadores da classe Habana (1912-1946)
- 13 - Lanchas motorizadas de 83 pés da Guarda Costeira dos EUA (1943-1976)
- 1 - Iate presidencial da classe General Juan Bruno Zayas (1914-1946)